# Värnanäs

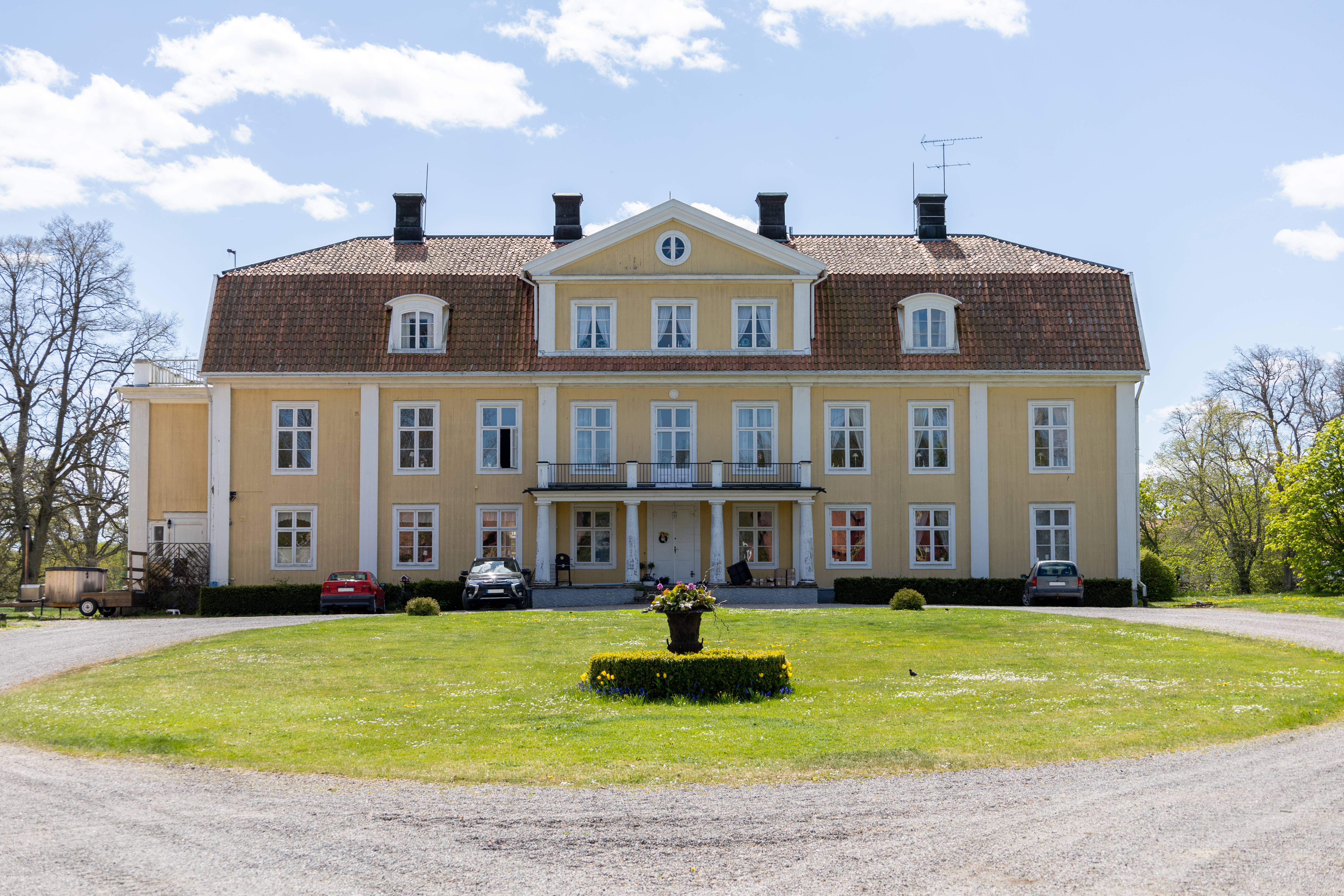
Värnanäs herrgård i maj 2022

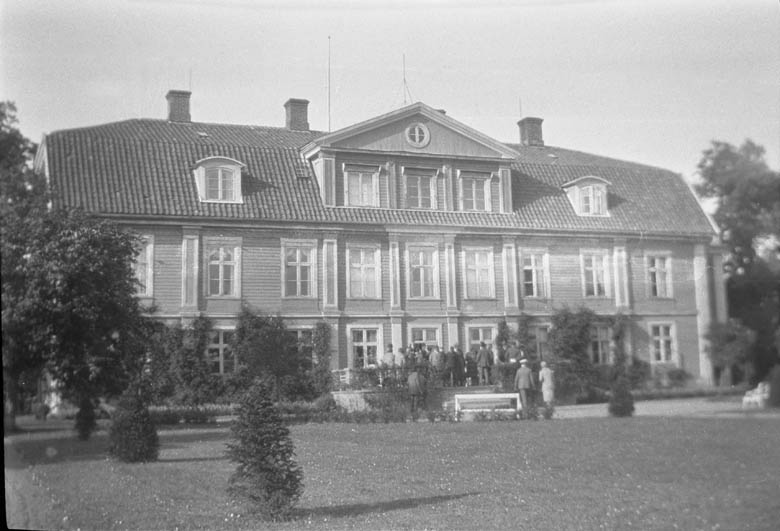
Värnanäs herrgård 1926

Värnanäs (uttalas med betoningen på sista stavelsen [värnanä's]) är en herrgård i Halltorps socken i Kalmar kommun. Den ursprungliga mangårdsbyggnaden, Näset, byggdes 1649 och ligger invid sjökanten. År 1789–1791 uppfördes den nuvarande byggnaden efter ritningar av Carl Mannerskantz (1747–1817). Värnanäs har även en omfattande parkanläggning med ekonomibyggnader.

## Historia

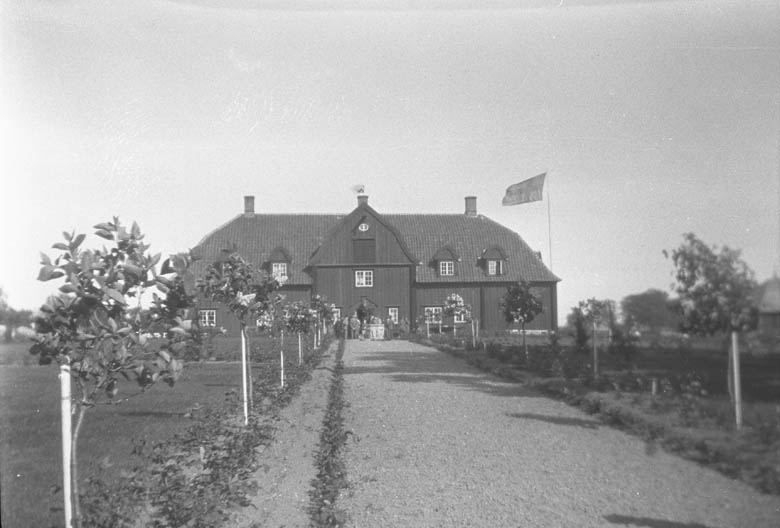
Den ursprungliga mangårdsbyggnaden, Näset

Värnanäs omtalas första gången i Sten Stures jordebok från omkring 1495 ('Varnenes'). Då fanns här två gårdar som vardera räntade 4 gutniska mark, den ena även 2 tunnor ål årligen, därtill en kvarn som räntade 3 gutniska mark. Den ägdes därefter efter av Gustav Vasa, av jordeböckerna 1526 och 1531 framgår att räntan är densamma som 1495 med skillnad att skatten då betalades i danska skillingar. 1538 var dock Värnanäs sammanslaget till en gård.
Enligt uppgift skall Gustav Vasa med drottning Margareta och hennes barn vistats på Värnanäs 1541. Av allt att döma var då inte mycket beställt med gården, eftersom 1553 meddelar han i ett brev att han planerar att upprätta en avelsgård vid "Vår gård Värnanäs" som då länge legat "så gott som för fäfot". 1554 uppdrog kungen åt hövitsmannen på Kalmar slott att hitta en lämplig plats att uppföra ett stenhus vid Värnanäs, då gården låg så nära gränsen. Värnanäs brändes 1564 av danskanar men ett nytt hus återuppfördes av Johan III längre ned vid vattnet.
Egendomen donerades 1613 till riksrådet Hans Eriksson Ulfsparre och såldes 1647 till rikskanslern Axel Oxenstierna. Han gjorde Värnanäs till ett slags residensort i sitt grevskap Södra Möre och försåg det med ny säteribyggnad. Det drogs sedan in till kronan, men kom 1683 genom byte till greve K. Oxenstierna. Hans släkt ägde Värnanäs till mitten av 1700-talet. Därefter tillhörde Värnanäs olika släkter.
Carl Mannerskantz, som före adlandet år 1802, hette Råbergh, köpte Värnanäs 1789. Sedan han 1790 fått avsked från sin tjänst som fortifikationsofficer fick han tid att ägna sig åt godset. Han lät uppföra en ny huvudbyggnad 1791 och anlägga en engelsk park.
Denne Carl Mannerskantz var far till kaptenen och riksdagsmannen Carl Axel Mannerskantz (1809–1888) och ryttmästaren och postmästaren i Landskrona Adolf Fredrik Mannerskantz (1817–1889). Släkten utgick på svärdssidan år 1975 då Carl Axel Mannerskantz sonson kaptenen och riksdagsmannen Axel Fredrik Mannerskantz (1897–1975) avled. Värnanäs såldes 1983 av hans äldsta dotter Christina McFarlane född Mannerskantz. Då hon avled år 2014 utslocknade ätten Mannerskantz.
Vid Värnanäs har även industri förekommit. Redan 1527 förbjöd riksrådet efter klagomål från Kalmarborna olagliga hamnar i stadens närhet, däribland Värnanäs. Under 1600-talet anlades ett varv vid Värnanäs, som hade sin höjdpunkt vid mitten av 1800-talet. Bland varvets mera berömda fartygsbyggen hör den snabbseglade fullriggaren Octavia, byggd av Carl August Hahn. Octavia förde år 1862 den så kallade forsmannska expoditionen från Kalmar till Sydafrika där man grundade en liten koloni. 1667 grundades även "Wernanes Såpebruk och Oljeslageri", som senare kompletterades med linoljetillverkning. Därtill bedrev man kvarnrörelse och senare tillkom ett tegelbruk.